# Pírrico
Pírrico (en griego, Πύρριχος) es el nombre de una antigua ciudad griega de Laconia.
Es citada por Pausanias, que dice que era una de las ciudades de los eleuterolacones. Menciona que era una ciudad interior que se encontraba a cuarenta estadios del río Esciras. Comenta que había tradiciones que decían que el nombre de la ciudad se debía a Pirro, el hijo de Aquiles, o a uno de los Curetes, o a Sileno, a quien también llamaban Pírrico. Destaca el pozo que había en el ágora de la ciudad, que era su único medio de obtener agua, y los templos de Artemisa Astratea y de Apolo Amazonio.
Se localiza en la moderna población de Kávalos (también llamada Pírrico), ubicada en la región del Mani.